# Парскаайк
Парскаайк (вірм. Պարսկահայք; у греко-римських авторів — Сигріана; у вірменських авторів також Норширакан - Նորշիրական) - ашхар (область) Великої Вірменії.

## Опис
Ашхар (провінція, область) Норширакан або Парскахайк розташовувалася на крайньому південному сході Великої Вірменії, на захід від озера Урмія — на кордоні з Іраном, про що свідчить і друга її назва - «Парска(х)айк» (буквально «Персовірменія»). Нор-Ширакан межувала, крім Персії, з вірменськими провінціями Корчайк на південному заході і Васпуракан на заході і півночі. Як прикордонною провінцією, Норшираканом керував особливий генерал-губернатор — бдешх (Բդեշխ Նորշիրականի). Після розділення Великої Вірменії 387 року більша частина провінції Норширакан, під назвою Парскахайк, безпосередньо ввійшла до складу Персії. Площа Норширакану становила 11010 км2. Вірменський географ VII століття Ананія Ширакаці описує провінцію так:
|  | Персовірменія, на схід від Корджайку біля Атрпатакану, має 9 областей: 1. Айлі, тобто Куріджан, 2. Марі, 3. Трапі, 4. Ацверс, 5. Ирна, 6. Тамберс, 7. Зарехаван, 8. Зараванд, 9. Гер. З дичини зустрічаються дикий осел і сарни. |